# Paspalum aspidiotes
Paspalum aspidiotes är en gräsart som beskrevs av Carl Bernhard von Trinius. Paspalum aspidiotes ingår i släktet tvillinghirser, och familjen gräs. Inga underarter finns listade i Catalogue of Life.